# Hume City
Hume City este un teritoriu de adminstrație locală (LGA) din statul Victoria, Australia. Hume aparține de orașul Melbourne, care se află la  sud la o distanță de 40 de km și este capitala statului Victoria. Teritoriul ocupă o suprafață de  503 km² și are ca. 156.000 de locuitori. Hume City are 25 de sectoare: Attwood, Broadmeadows, Bulla, Campbellfield, Coolaroo, Dallas, Gladstone Park, Greenvale, Jacana, Kalkallo, Meadow Heights, Melbourne Airport, Mickleham, Oaklands Junction, Roxburgh Park, Somerton, Sunbury, Westmeadows, Yuroke und Teile von Clarkefield, Craigieburn, Diggers Rest, Donnybrook, Keilor și Tullamarine. Centrul administrativ se află în Broadmeadows. La sud se află aeroportul Melbourne. Industria regiunii este reprezentată în primul rând de fabrica constructoare de mașini „Ford Motor Company” și fabrica de avioane. Aproape fiecare al treilea locuitor este născut în străinătate și o treime din populație are vârsta de sub 18 ani.
1. ↑  Australian Bureau of Statistics, accesat în 5 decembrie 2023